# Ma’qun (sockenhuvudort i Kina, Jiangsu Sheng, lat 32,06, long 118,89)
Ma'qun (kinesiska: 马群街道) är en sockenhuvudort i Kina. Den ligger i provinsen Jiangsu, i den östra delen av landet, nära eller i provinshuvudstaden Nanjing. Antalet invånare är 59 769. Befolkningen består av 27 195 kvinnor och 32 574 män. Barn under 15 år utgör 7,0 %, vuxna 15-64 år 85 %, och äldre över 65 år 6,0 %.
Runt Ma'qun är det mycket tätbefolkat, med 1 956 invånare per kvadratkilometer. Närmaste större samhälle är Nanjing, 10,4 km väster om Ma'qun. Trakten runt Ma'qun består till största delen av jordbruksmark.
Genomsnittlig årsnederbörd är 1 291 millimeter. Den regnigaste månaden är juli, med i genomsnitt 289 mm nederbörd, och den torraste är december, med 32 mm nederbörd.